# Principes de justice fondamentale
En droit constitutionnel canadien, les principes de justice fondamentale sont une notion prévue à l'article 7 de la Charte canadienne des droits et libertés concernant les limites aux droits à la vie, à la liberté et à la sécurité de sa personne. Ces trois droits garantis à l'article 7 peuvent être supprimés dans les cas où la loi restrictive est « en conformité avec les principes de justice fondamentale. » Autrement dit, cela signifie que des valeurs fondamentales existent dans le système judiciaire qui l'emportent sur ces droits pour le bien commun. 
Ces principes comprennent la justice naturelle, et depuis le Renvoi sur la Motor Vehicle Act (C.-B.) en 1985, elles comprennent également des garanties substantielles, incluant les autres garanties juridiques de la Charte (par exemple, la protection contre les fouilles et les saisies abusives garantie à l'article 8, et contre les traitements cruels ou inusités à l'article 12, font également partie de la justice fondamentale à l'article 7). Les autres « principes » sont déterminés par la cour et forment la base du système judiciaire canadien :

« Pour qu’une règle ou un principe constitue un principe de justice fondamentale au sens de l’art. 7, il doit s’agir d’un principe juridique à l’égard duquel il existe un consensus substantiel dans la société sur le fait qu’il est essentiel au bon fonctionnement du système de justice, et ce principe doit être défini avec suffisamment de précision pour constituer une norme permettant d’évaluer l’atteinte à la vie, à la liberté ou à la sécurité de la personne. »

— R. c. Malmo-Levine; R. c. Caine, 2003 CSC 74, 2003 3 R.C.S. 571
Les exemples qui suivent sont quelques-uns des principes bien établis de la justice fondamentale.

## Les lois ne doivent pas être arbitraires
C'est un principe de la justice fondamentale que les lois ne doivent pas être arbitraires. En d'autres termes, l'État ne peut restreindre les droits d'un individu si cela « n'a aucun lien, ou est incompatible, avec l'objectif visé par la loi. ».

## Nul par manque de précision
Les « principes de la justice fondamentale » exigent que les lois aient une interprétation claire et compréhensible afin de pouvoir définir correctement la règle ou l'infraction.
Ce principe est violé si la loi n'est pas suffisamment claire pour créer un « débat judiciaire. » Il doit y avoir clarté de l'objectif, du contenu, de la nature de la loi, des valeurs sociales, des dispositions législatives connexes et des interprétations judiciaires antérieures. Ceci n'empêche pas d'avoir recours à des dispositions générales en autant qu'on peut en déduire un objectif social légitime,.

## Portée excessive
Un des « principes de la justice fondamentale » exige que les moyens utilisés pour atteindre un objectif social soient raisonnables et nécessaires. Ce principe est violé lorsque le gouvernement, en quête d'un « objectif légitime », fait usage de « mesures » qui entrent en conflit avec les droits d'un individu de façon inutile et disproportionnée.

## Mens rea
Les « principes de la justice fondamentale » exigent que les infractions criminelles entraînant une sentence d'emprisonnement comportent un élément de mens rea. Pour les crimes plus sérieux qui imposent des stigmates avec la condamnation, l'élément mental doit être prouvé de façon « subjective. »

## «Choque la conscience»
Dans Canada c. Schmidt (1987), la Cour suprême a jugé que les décisions du gouvernement quant à l'extradition sont liées par l'article 7. De plus, il est possible qu'une peine potentielle dans le pays visé « choque la conscience » à tel point que le gouvernement canadien violerait la justice fondamentale s'il y extradait des personnes, les mettant à risque de quelque chose de choquant. En déterminant ce qui choquerait la conscience, la Cour a affirmé que certains éléments de la justice fondamentale au Canada, tels que la présomption d'innocence, pouvaient donner lieu à une évaluation trop minutieuse de la justice d'un pays étranger et qu'ils sont donc sans rapport à l'extradition. D'un autre côté, la possibilité de la torture serait quelque chose de choquant.

## Droit au silence
Dans R. c. Hebert (1990) la Cour a jugé que le droit de garder le silence était un principe de la justice fondamentale. Une déclaration de l'accusé ne peut être obtenue par la tromperie policière et on ne peut déduire la culpabilité du fait du silence de l'accusé.

## Principes rejetés
Dans le processus de développement de la justice fondamentale, certains défendeurs  ont suggéré plusieurs principes que les tribunaux ont rejetés parce que pas suffisamment fondamentaux au processus de justice.
Dans R. c. Malmo-Levine, la Cour suprême a rejeté l'affirmation qu'un élément de « préjudice » était une composante requise pour toute infraction criminelle ; dans le contexte de cette affaire, un tel principe aurait invalidé les infractions reliées au cannabis dans le droit criminel.
Dans R. c. DeSousa, la Cour a rejeté l'affirmation qu'une symétrie doit exister entre tous les éléments d'actus reus et de mens rea.
Dans Canadian Foundation for Children, Youth and the Law c. Canada (Procureur général), la Cour a rejeté l'argument que toute loi affectant les enfants doit être dans leurs meilleurs intérêts.